# 2021년 이와테현 해역 지진
2021년 이와테현 해역 지진은 2021년 10월 6일 오전 2시 46분에 일본 이와테현 동쪽 해역에서 발생한 규모 Mj5.9, 최대진도 5강의 지진이다.

## 진도
일본 각지에서 진도5약 이상을 관측한 지역은 다음과 같다.
| 진도 | 도도부현   | 시구정촌          |
| ---- | ---------- | ----------------- |
| 5강  | 아오모리현 | 하시카미정        |
| 5약  | 아오모리현 | 하치노헤시 난부정 |
| 5약  | 이와테현   | 모리오카시        |

## 피해
인명피해는 사상자 0명, 부상자 3명이다.